# Марко Бисли
Марко Бисли (итал. Marco Beasley, р. 26 февраля 1957, Неаполь, Италия) — итальянский тенор, исполнитель барочной музыки, актёр и музыковед. Специализируется в музыке раннего итальянского барокко. Особую популярность обрёл после интерпретации «Recitar Cantando» — трилогии итальянской музыки XVI—XVIII веков и «Frottole» di Napoli — сборника неаполитанских лирических пьес, хотя его трактовка этих произведений оценивается критиками по-разному.

## Биография
Отец — англичанин, мать — итальянка. Марко Бисли вырос в Неаполе, где с раннего возраста слышал традиционную неаполитанскую и старинную музыку, и где его вокальный талант был быстро обнаружен.
Учился на факультете музыковедения Болонского университета.
В начале 1980-х годов он изучал вокальную музыку эпохи Возрождения и барокко и музыкальную литературу пятнадцатого и шестнадцатого веков.
Он совершенствовал свои знания о светской музыки на юге Италии, изучая основные принципы речитатива и полифонии на основании документов Флорентийской камераты. Также обучался у Кэти Береберян, что произвело на него огромное впечатление.
В 1984 году вместе с Стефано Рокко и Гвидо Морини основал ансамбль Accordone, с которым он исполняет как свои собственные композиции, так и произведения девятнадцатого века и современной эпохи. Стефано Рокко был позже заменен скрипачом Энрико Гатти.
Он также выступал с такими артистами, как Кристина Плюар и её ансамблем Arpeggiata, и Nederlands Blazers Ensemble.
В 2002 году он пел ведущую роль старого моряка в опере Лука Франческони в Лейпцигской опере.
Пение Марко Бисли характеризуется высокой чувственностью и широким диапазоном голоса.
В сентябре 2012 года принял участие в фестивале Earlymusic в качестве тренера по вокалу.

## Дискография
- Alessandro Stradella opera Moro per Amore. Velardi. Bongiovanni (record label)
- Musica Barocca a Napoli, E. Barbella, F. Mancini, sonata Gaetano Latilla: T’aggio voluto bene Giulio Cesare Rubino: cantata Lena, Giuseppe Porsile: Cantata sopra l’arcicalascione. Marco Beasley, con Bruno Ré, Paolo Capirci, Fabio Menditto, Federico Marincola, Andrea Damiani, come Ensemble Musica Ficta (Italia).
- Canzoni Villanesche: Canzoni Napoletane d’Amore del Sedicesimo Secolo Daedalus Ensemble 1994
- Tempi Passati in Buona Compagnia
- Meraviglia d’amore Private Musicke, Pierre Pitzl ORF
- Il Sogno d’Orfeo Accordone ORF (broadcaster) 2002
- L’Amore Ostinato Accordone ORF 2002
- Vox Clamans in Solitudine Accordone 2002
- Il Salotto Napoletano — salon songs Accordone ORF
- Novellette E Madrigali Madrigalisti delle RSI e Ensemble Vanitas 2002
- La Bella Noeva Accordone Alpha 2003
- Stefano Landi: Homo fugit velut umbra — L’Arpeggiata Christina Pluhar Alpha Records 2003
- La Tarantella — Antidotum L’Arpeggiata Christina Pluhar 2003
- All Improvviso L’Arpeggiata Christina Pluhar 2004
- Frottole. Accordone Cypres Records 2006
- Recitar cantando Accordone Cypres 2006
- Guido Morini: Una Odissea Netherlands Wind Ensemble 2007
- Il Settecento Napoletano Accordone 2007
- Alessandro Scarlatti: Il Martirio di Santa Cecilia dir. Diego Fasolis 2008
- Guido Morini: Si Dolce Netherlands Wind Ensemble 2009
- Vivifice Spiritus Vitae Vis Accordone 2009
- Fra Diavolo Accordone, Arcana Records 2011
- Bellerofonte Castaldi Ferita d’amore. Lute solos, con due tracce con Beasley. Arcana 2011
- Storie di Napoli Accordone Alpha 2012
- Cantate Deo Accordone Alpha 2013 — Beasley canta entrambe le parti dei tenori duetti.